# Tamar Vedder
Tamar Vedder (Lelystad, 13 juli 1994) is een Nederlands BMX'er. In 2014 (Rotterdam, Nederland) en 2016 (Medellín, Colombia) werd zij wereldkampioen in de challengeklasse.